# Wereldkampioenschappen kunstschaatsen 1932
De Wereldkampioenschappen kunstschaatsen 1932 werden gevormd door drie toernooien die door de Internationale Schaatsunie werden georganiseerd.
Voor de mannen was het de 30e editie, voor de vrouwen de twintigste en voor de paren de achttiende editie. De toernooien vonden plaats van 17 tot en met 20 februari in Montreal in de provincie Quebec, Canada. Het was voor het derde opeenvolgende jaar dat de drie kampioenschappen tegelijkertijd in een gaststad plaatsvonden, de tweede keer dat dit in Noord-Amerika plaatsvond.
De drie kampioenschappen vonden een week na het Olympische schaatstoernooi plaats dat van 8 tot en met 12 februari in Lake Placid, Verenigde Staten plaatsvond.

## Deelname
Er namen deelnemers uit twaalf landen deel aan deze kampioenschappen. Zij vulden een recordaantal van 32 startplaatsen in. Voor het eerst namen er deelnemers uit Japan deel aan het WK. Japan was het vijftiende land waarvan ten minste een deelnemer aan een van de WK kampioenschappen deelnam. Kazyuoshi Oimatsu en Ryoichi Obitani namen deel in het mannentoernooi, zij verbleven in Noord-Amerika vanwege hun deelname aan de Olympische Winterspelen. Van alle deelnemers op de drie kampioenschappen waren Robin Lee (mannen) en Maud Smith / Jack Eastwood, Theresa Weld Blanchard / Nathaniel Niles en Isobel Rogers / Melville Rogers de enigen die niet aan de OS hadden deelgenomen.
België werd voor de vierde keer vertegenwoordigd op een WK toernooi, Yvonne De Ligne-Geurts nam voor de derde keer deel in het vrouwentoernooi.
(Tussen haakjes het totaal aantal startplaatsen in de drie toernooien.)
| Canada (8) Verenigde Staten (8) Verenigd Koninkrijk (4) Hongarije (2) | Japan (2) Oostenrijk (2) België (1) Weimarrepubliek (1) | Finland (1) Frankrijk (1) Noorwegen (1) Zweden (1) |

## Medailleverdeling
Bij de mannen prolongeerde Karl Schäfer de wereldtitel, het was zijn derde titel oprij. Het was zijn zesde medaille, in 1927 werd hij derde en in 1928 en 1929 tweede. Montgomery Wilson behaalde de zilveren medaille, het was de eerste Canadese medaille bij de mannen, in 1930 won Cecil Smith middels de eveneens zilveren medaille bij de vrouwen de eerste. Ernst Baier legde net als in 1931 beslag op de bronzen medaille, het was zijn tweede.
Bij de vrouwen prolongeerde Sonja Henie de wereldtitel, het was haar zesde titel oprij. Ze vestigde hiermee een uniek record, Ulrich Salchow won zijn eerste zes titels bij de mannen met een onderbreking (1901-1905 + 1907). Fritzi Burger veroverde met de zilveren medaille haar vierde medaille, in 1929 won ze ook zilver en in 1928 en 1931 brons. Constance Wilson-Samuel won middels de bronzen medaille haar eerste medaille.
Bij de paren veroverden Brunet-Joly / Brunet voor de vierde keer de wereldtitel, in 1926, 1928 en 1930 behaalden ze de eerste drie titels. Het was hun vijfde medaille, in 1925 werden ze tweede. De wereldkampioenen van 1931, Rotter / Szollás, eindigden dit jaar als tweede, het was hun tweede medaille. Als paar behaalden Loughran / Badger hun tweede medaille, in 1930 wonnen ze ook brons. Voor Loughran was het haar derde WK medaille, in 1924 won ze de bronzen medaille in het vrouwentoernooi.
| Discipline | Goud                               | Zilver                         | Brons                             |
| ---------- | ---------------------------------- | ------------------------------ | --------------------------------- |
| Mannen     | Karl Schäfer                       | Montgomery Wilson              | Ernst Baier                       |
| Vrouwen    | Sonja Henie                        | Fritzi Burger                  | Constance Wilson-Samuel           |
| Paren      | Andrée Brunet-Joly / Pierre Brunet | Emília Rotter / László Szollás | Beatrix Loughran / Sherwin Badger |

## Uitslagen
pc = plaatsingcijfer
| #      | naam (deelname)       | land                                          | pc |
| ------ | --------------------- | --------------------------------------------- | -- |
| Goud   | Karl Schäfer (6)      | Vlag van Oostenrijk                           | 7  |
| Zilver | Montgomery Wilson (3) | Vlag van Canada 1921-1957                     | 14 |
| Brons  | Ernst Baier (2)       | Vlag van Duitsland tijdens de Weimarrepubliek | 25 |
| 4      | Markus Nikkanen (3)   | Vlag van Finland (1918-1978)                  | 30 |
| 5      | Roger Turner (4)      | Vlag van Verenigde Staten (1912-1959)         | 30 |
| 6      | James Madden (2)      | Vlag van Verenigde Staten (1912-1959)         | 41 |
| 7      | Kazyuoshi Oimatsu     | Vlag van Japan                                | 53 |
| 8      | Ryoichi Obitani       | Vlag van Japan                                | 55 |
| 9      | Robin Lee             | Vlag van Verenigde Staten (1912-1959)         | 60 |

| #      | naam (deelname)             | land                                  | pc |
| ------ | --------------------------- | ------------------------------------- | -- |
| Goud   | Sonja Henie (8)             | Vlag van Noorwegen                    | 7  |
| Zilver | Fritzi Burger (4)           | Vlag van Oostenrijk                   | 22 |
| Brons  | Constance Wilson-Samuel (3) | Vlag van Canada 1921-1957             | 24 |
| 4      | Maribel Vinson (4)          | Vlag van Verenigde Staten (1912-1959) | 26 |
| 5      | Vivi-Anne Hultén (2)        | Vlag van Zweden                       | 27 |
| 6      | Yvonne De Ligne-Geurts (3)  | Vlag van België                       | 45 |
| 7      | Megan Taylor                | Vlag van Verenigd Koninkrijk          | 51 |
| 8      | Cecilia Colledge            | Vlag van Verenigd Koninkrijk          | 60 |
| 9      | Mollie Phillips             | Vlag van Verenigd Koninkrijk          | 67 |
| 10     | Joan Dix                    | Vlag van Verenigd Koninkrijk          | 72 |
| 11     | Suzanne Davis (2)           | Vlag van Verenigde Staten (1912-1959) | 71 |
| 12     | Margaret Bennett            | Vlag van Verenigde Staten (1912-1959) | 82 |
| 13     | Elizabeth Fisher            | Vlag van Canada 1921-1957             | 83 |
| 14     | Mary Littlejohn             | Vlag van Canada 1921-1957             | 98 |

| Negen paren uit vier landen namen dit jaar deel aan het WK, waaronder een debuterend paar. Broer en zus Constance en Montgomery Wilson namen dit jaar beide ook individueel deel. Beatrix Loughran nam in 1924 solo deel bij de vrouwen, bij de mannen deden Pierre Brunet (1931), Jack Eastwood (1928) en Nathaniel Niles (1928) dit. \| # \| naam (deelname) \| land \| pc \| \| ------ \| ------------------------------------------------- \| ----------------------------------------- \| ---- \| \| Goud \| Andrée Brunet-Joly (5) Pierre Brunet (6) \| Vlag van Frankrijk \| 9 \| \| Zilver \| Emília Rotter (3) László Szollás (3) \| Vlag van Hongarije (1915-1918, 1919-1946) \| 16 \| \| Brons \| Beatrix Loughran (4) Sherwin Badger (3) \| Vlag van Verenigde Staten (1912-1959) \| 22.5 \| \| 4 \| Olga Orgonista (3) Sándor Szalay (3) \| Vlag van Hongarije (1915-1918, 1919-1946) \| 24 \| \| 5 \| Frances Claudet Chauncey Bangs \| Vlag van Canada 1921-1957 \| 36.5 \| \| 6 \| Constance Wilson-Samuel (3) Montgomery Wilson (3) \| Vlag van Canada 1921-1957 \| 40 \| \| 7 \| Maud Smith (2) Jack Eastwood (3) \| Vlag van Canada 1921-1957 \| 49 \| \| 8 \| Theresa Weld Blanchard (2) Nathaniel Niles (3) \| Vlag van Verenigde Staten (1912-1959) \| 58.5 \| \| 9 \| Isobel Rogers (2) Melville Rogers (2) \| Vlag van Canada 1921-1957 \| 59.5 \| |                                                   |                                           |      |
| # | naam (deelname)                                   | land                                      | pc   |
| Goud | Andrée Brunet-Joly (5) Pierre Brunet (6)          | Vlag van Frankrijk                        | 9    |
| Zilver | Emília Rotter (3) László Szollás (3)              | Vlag van Hongarije (1915-1918, 1919-1946) | 16   |
| Brons | Beatrix Loughran (4) Sherwin Badger (3)           | Vlag van Verenigde Staten (1912-1959)     | 22.5 |
| 4 | Olga Orgonista (3) Sándor Szalay (3)              | Vlag van Hongarije (1915-1918, 1919-1946) | 24   |
| 5 | Frances Claudet Chauncey Bangs                    | Vlag van Canada 1921-1957                 | 36.5 |
| 6 | Constance Wilson-Samuel (3) Montgomery Wilson (3) | Vlag van Canada 1921-1957                 | 40   |
| 7 | Maud Smith (2) Jack Eastwood (3)                  | Vlag van Canada 1921-1957                 | 49   |
| 8 | Theresa Weld Blanchard (2) Nathaniel Niles (3)    | Vlag van Verenigde Staten (1912-1959)     | 58.5 |
| 9 | Isobel Rogers (2) Melville Rogers (2)             | Vlag van Canada 1921-1957                 | 59.5 |

Medaillewinnaars

Mannen · 
Vrouwen ·
Paren · 
IJsdansen

 Toernooi

1896 · 
1897 · 
1898 · 
1899 · 
1900 · 
1901 · 
1902 · 
1903 · 
1904 · 
1905 · 
1906 · 
1907 · 
1908 · 
1909 · 
1910 · 
1911 · 
1912 · 
1913 · 
1914 · 
1915-1921 · 
1922 · 
1923 · 
1924 · 
1925 · 
1926 · 
1927 · 
1928 · 
1929 · 
1930 · 
1931 · 
1932 · 
1933 · 
1934 · 
1935 · 
1936 · 
1937 · 
1938 · 
1939 ·
1940-1946 · 
1947 · 
1948 · 
1949 · 
1950 · 
1951 · 
1952 · 
1953 · 
1954 · 
1955 · 
1956 · 
1957 · 
1958 · 
1959 · 
1960 · 
1961 · 
1962 · 
1963 · 
1964 · 
1965 · 
1966 · 
1967 · 
1968 · 
1969 · 
1970 · 
1971 · 
1972 · 
1973 · 
1974 · 
1975 · 
1976 · 
1977 · 
1978 · 
1979 · 
1980 · 
1981 · 
1982 · 
1983 · 
1984 · 
1985 · 
1986 · 
1987 · 
1988 · 
1989 · 
1990 · 
1991 · 
1992 · 
1993 · 
1994 · 
1995 ·
1996 · 
1997 · 
1998 · 
1999 · 
2000 · 
2001 · 
2002 · 
2003 · 
2004 · 
2005 · 
2006 ·
2007 ·
2008 ·
2009 ·
2010 ·
2011 ·
2012 ·
2013 ·
2014 ·
2015 ·
2016 ·
2017 ·
2018 ·
2019 · 
2020 · 
2021 ·
2022 ·
2023 ·
2024

 ISU-kampioenschappen

WK kunstschaatsen junioren ·
EK kunstschaatsen ·
Viercontinentenkampioenschap ·
Olympische Spelen